# Aurora (comics)
Pour les articles homonymes, voir Aurora.
Jeanne-Marie Beaubier, alias Aurora (« Aurore » en français) est une super-héroïne évoluant dans l'univers Marvel de la maison d'édition Marvel Comics. Créé par le scénariste Chris Claremont et le dessinateur John Byrne, le personnage de fiction apparaît pour la première fois dans le comic book X-Men (vol. 1) #120 en avril 1979.
Membre de la Division Alpha, elle est la sœur de Jean-Paul Beaubier, alias Véga.

## Biographie du personnage

### Origines
Jeanne-Marie Beaubier est la sœur jumelle de Jean-Paul Baubier. Nés à Montréal au Québec, leurs parents meurent dans un accident de voiture alors qu'ils sont très jeunes. Ils sont ensuite adoptés par les Martins, des cousins de leurs parents. Mais, étant trop pauvres pour élever les deux enfants en même temps, ceux-ci envoient Jeanne-Marie à l’école catholique de Madame DuPont à Laval, un sévère pensionnat pour jeunes filles. Peu après, les Martins trouvent eux-aussi la mort ; son frère Jean-Paul est confié à une autre famille. Dès lors, Jeanne-Marie n’a plus de nouvelles de lui. 
Instable psychologiquement, mais surtout malheureuse, elle tente à 13 ans de mettre fin à ses jours en se jetant du toit de son école. C'est ainsi qu'elle découvre son pouvoir de mutant, qui consiste entre autres à pouvoir voler. Croyant à une action divine, elle en parle à la directrice de l'école mais est punie pour ce blasphème. C'est alors que ses problèmes mentaux s'accentuent, le châtiment corporel qu'elle subit provoquant chez elle un dédoublement de la personnalité. Le soir même, elle s’enfuit pour ne retourner à l'école que trois jours après, sans avoir aucun souvenir de ce qu’elle a fait dans l’intervalle. Après une nouvelle punition, elle rentre dans le rang, poursuit ses études et devient professeur d’histoire-géographie à l’école catholique où elle enseigne à sa majorité.
Mais, des années plus tard, sa seconde personnalité refait surface : un soir, alors qu'elle flâne dans les rues de Montréal, Jeanne-Marie est agressée par trois voyous et doit utiliser ses pouvoirs pour se débarrasser de l'un d'eux. Elle est alors aidée par le mutant Wolverine, qui passait par là par hasard et qui met les deux autres KO. C'est ainsi qu'elle est remarquée par Wolverine qui l'invite à rencontrer James McDonald Hudson (alias Guardian), le chef de la Division Alpha, son équipe d'alors. Hudson, qui cherchait à recruter une équipe de surhommes pour le Département H, la recrute et Jeanne-Marie devient Aurora.
Grâce à Hudson, qui part à la recherche de son frère jumeau avec qui elle avait perdu tout contact, Jeanne-Marie retrouve son frère Jean-Paul, qui est recruté par Hudson sous le nom de code de Véga. Leurs retrouvailles furent également étonnantes puisque, lorsqu’ils se touchèrent, les jumeaux émirent un flash de lumière aveuglante. Tous les deux devinrent par la suite des piliers de l'équipe de super-héros canadiens.

### Parcours
Jeanne-Marie Beaubier est actuellement directrice générale de l'entreprise de son frère, qui est devenu membre des X-Men.
Elle a récemment rejoint, avec ses coéquipiers Puck et Sasquatch, le programme spatial de la Division Alpha dirigé par Captain Marvel (Carol Danvers), créé pour être la première ligne de défense de la Terre contre les menaces extraterrestres. Elle participe au sein de cette nouvelle équipe à la défense de la Terre contre les extraterrestres Satori.

## Pouvoirs et capacités
Aurora est une mutante qui souffre d'un syndrome de dédoublement de la personnalité ; d'ordinaire introvertie et peureuse, sa personnalité cachée est autoritaire et décidée. 
Professeure d’histoire et de géographie, Jeanne-Marie Beaubier parle couramment le français et l’anglais. Elle a aussi été entraînée au combat à mains nues et au maniement d'armes à feu.
- Aurora peut voler dans les airs et courir à une vitesse phénoménale.
- Elle peut émettre de puissantes décharges lumineuses à partir de son corps.
- Elle a depuis peu récupéré son pouvoir consistant à émettre une rafale lumineuse aveuglante lorsqu’elle joint sa main à celle de son frère Véga (Northtstar). Ils peuvent alors concentrer cette lumière générée en rafales destructrices de force de concussion (force de choc). Véga avait pendant un temps perdu ce pouvoir, tandis que celui d'Aurora s'était mué en une génération de rafales de force.

## Apparition dans d'autres médias
Le personnage fait une apparition dans la série télévisée The Gifted (saison 2) où on là voit bébé, mais c'est une version retravaillée de la série en inscrivant Solaris et Polaris comme père et mère.[réf. souhaitée]